# Ildsot
Ildsot er en plantesygdom, som fremkaldes af bakterien Erwinia amylovora, der er en Gram-negativ art i familien Enterobacteriaceae. Sygdommen angriber plantearter (og sorter) af kærnefrugtgruppen (Maloideae) under Rosen-familien. Ildsot menes at stamme fra Nordamerika, hvorfra den er blevet spredt til det meste af den øvrige verden. I Danmark blev den konstateret første gang i 1968, og den er med sikkerhed fundet på slægterne dværgmispel, hvidtjørn, kvæde, pære, røn, vinterlue og æble. Sygdommen er dog kun dræbende på Hvidtjørn, Pære, Vinterlue og visse arter af Dværgmispel.
Symptomer
Sygdomsbilledet minder om det, man ser efter en brand: blomster, knopper, blade og skud er sortfarvede, og barken er sprukken og udtørret. Nye skud bliver krogbøjede, og senere vil man kunne finde hvidlige slimklatter på de angrebne dele.
Livscyklus
Bakterierne bliver overført af vektorer som fluer, bier, bladlopper og fugle, som kommer i berøring med bakterieslimen. Desuden kan sygdommen overføres med værktøj, podekviste, stiklinger og med regn. Smitten trænger gerne ind gennem blomster, blade og andre urteagtige dele af planten, og derfra breder den sig til ældre grene og stammer via vækstlaget lige under barken. De angrebne dele dør snart og står visne og svedne tilbage uden at kunne kaste blomster og blade. Overvintringen sker i angrebne vækstlag.
Værtplanter
I udlandet har man konstateret angreb på samtlige slægter i kærnefrugtgruppen (Maloideae).